# BK Tarnopol
BK Tarnopol (ukr. Баскетбольний клуб «Тернопіль», Basketbolnyj Kłub „Ternopil”) – ukraiński klub koszykarski, mający siedzibę w mieście Tarnopol.

## Historia
Chronologia nazw:
- 1998: BK Tarnopol (ukr. БК «Тернопіль»)
- 2008: BK Ternopil-TNEU Tarnopol (ukr. БК «Тернопіль-ТНЕУ» Тернопіль)

Klub koszykarski BK Tarnopol został założony w Tarnopolu w 1998 roku i reprezentował Tarnopolski Narodowy Uniwersytet Ekonomiczny. W sezonie 2001/02 zespół rozpoczął w Pierwszej Lidze Ukrainy. W 2006 został wicemistrzem ligi. W następnym sezonie 2006/07 zajął 15.miejsce w Wyższej lidze. W sezonie 2007/08 uplasował się na 18.pozycji. W 2008 zmienił nazwę na Ternopil-TNEU Tarnopol. W sezonie 2008/09 awansował na ósmą lokatę. W 2010 był siódmym, a w 2011 na 13.miejscu. W kolejnych latach 2012 i 2013 zajmował 10.miejsce, a potem występował w Pierwszej lidze. W 2014/15 zwyciężył w Pierwszej lidze i wrócił do Wyższej ligi. W następnym latach kontynuował występy w Wyższej Lidze.

## Sukcesy
- 7. miejsce Wyższej ligi Ukrainy: 2009/10

## Struktura klubu

### Hala
Klub koszykarski rozgrywał swoje mecze domowe w hali Kompleksu Sportowego TNEU w Tarnopolu, który może pomieścić 1000 widzów.